# Рейтан — занепад Польщі
Рейтан — занепад Польщі (пол. Rejtan – upadek Polski) — живописна картина (олійний живопис), написана Яном Матейко під назвою «Рейтан на сеймі 1773 року» в 1866 році й зображує події квітня 1773 року, коли Тадеуш Рейтан намагався зірвати сейм і не допустити поділу Речі Посполитої. Щоби не випустити депутатів із залу засідань, Рейтан ліг перед виходом зі словами: «Убийте мене, не вбивайте Вітчизну!».

## Історія картини
Незважаючи на опір діячів польської еміграції в м. Парижі і, зокрема, князя Адама Єжи Чарторийського та його оточення, картина була показана на виставці в Парижі в 1867 році, де була нагороджена золотою медаллю.
Картину для своєї колекції придбав імператор Австрії Франц Йосиф I. У 1918 р. уряд Польщі викупив полотно і передав його в колекцію Королівського замку у м. Варшаві. У вересні 1939 р. картина перейшла в руки німців (під час Другої світової війни), і вони евакуювали полотно з Варшави в 1944 р.. Картина була знайдена в жахливому стані в німецькій Сілезії недалеко від міста Єленя Гура. Полотно було відновлено протягом трьох років реставраційних робіт.

## Сюжет і персонажі картини
Сюжет картини оповідає про сцену, що розігралася 21 квітня 1773 року. В останній третій день роботи «Розділового сейму», що проходив у м. Варшаві, сейм повинен був ратифікувати розділ земель Речі Посполитої між Прусією, Росією і Австрією. Центральною фігурою картини є шляхтич Тадеуш Рейтан, який в розпачі намагався запобігти ганебній для його Батьківщини події. Лежачому в дверях Рейтанові Адам Понінський вказує на російських гренадерів, яких видно в залі за дверима. Зліва від Понінського зображений Станіслав Щенсний Потоцький. Праворуч від Понінського — коронний гетьман Францішек Ксаверій Браницький, який закрив обличчя руками. Ці троє якраз збираються увійти до зали сейму, щоби підписати принизливий для Речі Посполитої договір.
У лівій частині полотна виділяється фігура Франца Салезія Потоцького. Він зображений в соболиній шубі бредучий з незрячим поглядом і простягнувши руки, немов сліпий. На його грудях зображений Орден Білого Орла. Салезій Потоцький насправді цього дня був уже мертвий, проте Матейко зобразив його на полотні як символ розпачу та безсилля найбільших польських магнатів. Справа видно голову князя Кароля Станіслава Радзивілла Пане Коханку.
Зліва-ззаду від Салезія Потоцького видно фігуру короля польського Станіслава Августа Понятовського, який тримає в лівій руці годинник.
У лівому кутку картини зображений сидячим князь Михайло Фредерік Чарторийський. Праворуч від нього — в розстебнутій сутані Михайло Єжи Понятовський, брат останнього короля польського Станіслава Августа Понятовського.
Над всією мізансценою височіє портрет російської імператриці Катерини II з державою в руці. Однак зліва від портрету імператриці Матейко зобразив молодого чоловіка, в правій руці якого затиснута карабела в піхвах, а в лівій — конфедератка. Цей молодий чоловік, символізує надію на звільнення Речі Посполитої.
У ложі в оточенні двох дам зображений російський посол князь Микола Васильович Репнін, за його ліву руку знаходиться княгиня Ізабела Чарторийська. Праворуч — княгиня Ізабела Любомирська.